# ایستگاه زمینی

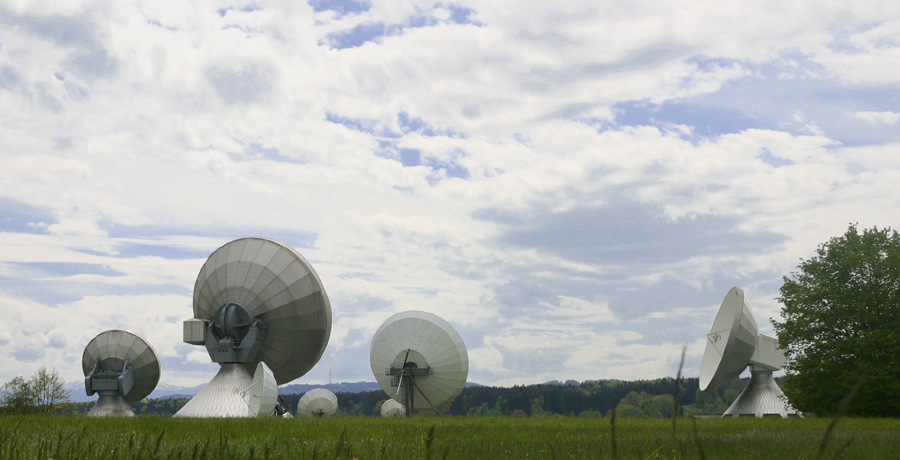
ایستگاه زمینی در آلمان

ایستگاه زمینی یا پایانهٔ زمینی یک ایستگاه زمینی پایانهٔ (ترمینال) مخابراتی است که برای ارتباط فراسیاره‌ای، مخابرهٔ داده به یک فضاپیما یا دریافت امواج رادیویی از اجرام نجومی منبع امواج رادیویی طراحی شده است. ایستگاه‌های زمینی یا در سطح زمین قرار می‌گیرند یا در جو زمین. ایستگاه‌های زمینی از طریق انتقال و دریافت امواج رادیویی به صورت بسامد ابربالا (فرکانس بسیار بالا) یا باندهای رادیویی بسامد بس‌بالا (فرکانسی بالاتر از بسامد ابربالا) (مانند ریزموج یا مایکرو ویو) با فضای پیما یا طرف دیگر ارتباط، ارتباط برقرار می‌کنند. زمانی که یک ایستگاه، با موفقیت امواجی را به فضاپیما فرستاده یا از آن دریافت کند، یک پیوند ارتباطی بین ایستگاه و فضاپیما ایجاد می‌شود. یک دستگاه ارتباطی اصلی و مهم در ایستگاه‌های زمینی، آنتن سهموی است. موقعیت قرارگیری ایستگاه‌های زمینی ممکن است ثابت یا گردان و متحرک باشد.

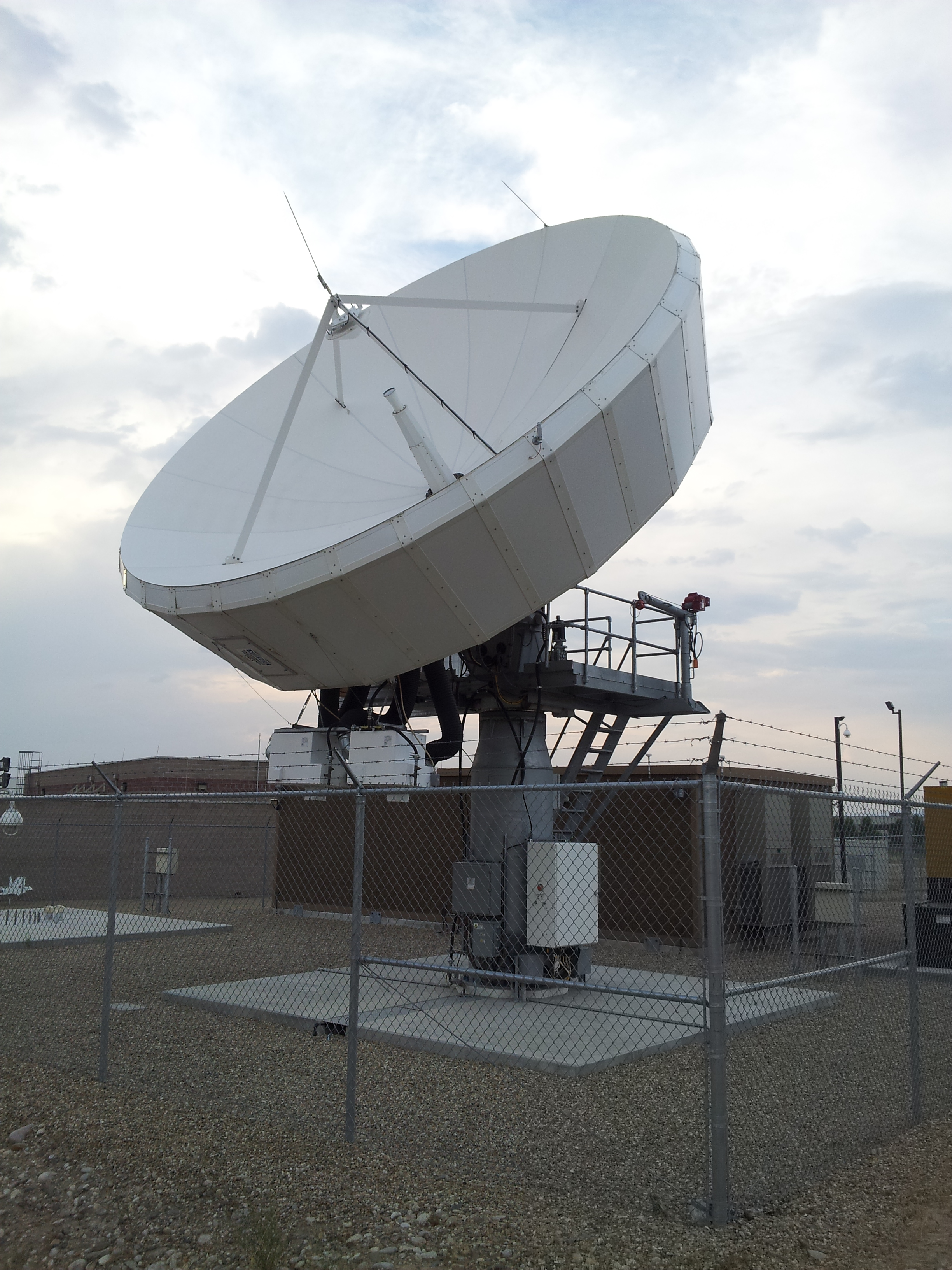
یک ایستگاه زمینی در بویسی، آیداهو